# 新垣泉子
新垣 泉子（あらかき もとこ、1985年10月1日 - ）は、テレビ西日本（TNC）の社員。

## 経歴
本人が会社のプロフィールや出演番組で明かしたところによると、全国各地を転々としており、生まれは福岡県だが親の出身地沖縄県や勤務先がある東京都、タイ王国などで生活していた。現在実家は東京都内にあるという。中央大学在学中はタレント事務所に所属し、モデルなどの活動をしていた。
2008年5月、『ちかっぱ!』に江本理恵の代役として急遽出演。これがアナウンサーとしての初出演となった。以後は主にバラエティーやスポーツが主な活動分野になっており、2010年度からは正式にスポーツ部との兼属となった。この状態は2012年度人事で解消された。
2009年度から地上デジタル放送推進大使になり最後まで務めた。
実質メインとなっていた『女子アナあわー アナ♥てな』の「もっちーのコレ・みて」コーナーで「2009年度FNSアナウンサー新人奨励賞」受賞。
2021年1月に一般男性と結婚し、同年4月からしばらく休職していたが、2023年7月から営業部へ異動したことをInstagramで報告した。

### エピソード
入社後TNCが中継権を持つプロレス団体・ドラゴンゲートのファンとなり、2009年某日、先輩アナウンサー出口麻綾と大阪で行われた同団体の試合にプライベートで観戦していたところ、実況中継担当の大谷真宏に遭遇したことがある。この一件がもとで、後にDRAGON GATE〜龍の扉〜 福岡国際センター大会直前特番（2009年12月)の進行役を大谷とともに担当することとなった。

## 過去の出演番組
- ちかっぱ!（2008年5月）
- おっ!?テレ西大感謝祭“みんなえがお”で7時間半生スペシャル!!（2008年7月19日）
- FNS27時間テレビ!! みんな笑顔のひょうきん夢列島!!（2008年7月26・27日）：TNCリポーターとして出演。
- FNS26時間テレビ 2009 超笑顔パレード 爆笑!!お台場合宿（2009年7月25・26日）:「FNS27局対抗!三輪車12時間耐久レース」福岡チームのドライバーとして参加。
- ももち浜ストア 月曜中継「とれたてゲッチュー」（2009年度まで）→水曜リポーター（2010年度）→金曜リポーター（2013年1月から）
- ハチナビ スーパーニュース　「福岡県防犯ニュース」：ナレーションなど担当
- 女子アナあわー アナ♥てな、女子アナあわー deep（-2010年3月）
- ハチナビプラス ギュギュっと!：リポーターとして出演
- めざましテレビ（2011年6月29日）：「めざましライフエイドキャラバン」中継に出演。
- マニアマニエラ MC（2009年4月-2013年3月）
- タマリバ：中継リポーター（主に金曜）
- 第6回AKB48選抜総選挙 生放送SP：リポーター（2014年6月7日）
- DO!すぽ キャスター
  - MC（2010年度から番組終了まで）- スポーツ部配属で正式に就任。
- 西日本新聞ニュース
- TNCスーパーニュースWeekend 日曜担当
- FNNスピーク ローカルパート：ローテーション制（不定期）
- FNNスピークWeekend、KEIBA BEAT前のTNCニュース、TNCみんなのニュースWeekend（いずれも日曜担当）
- DRAGON GATE〜龍の扉〜→プロレス新伝説 DRAGON GATE
  - 福岡国際センター大会直前特番（2009年12月7日未明）
- KEIBA BEAT - 小倉開催時MC（2016年夏開催～2020年夏開催）[4]
- ももち浜ストア / 夕方版 / ももち浜S特報ライブ - ももち浜ストアではMC（2014年6月9日から月曜-木曜MC・2015年3月30日から2018年3月30日までの夕方版も同曜日MCを担当）。夕方版終了と同時に2019年3月まで全曜日担当。2019年3月でももち浜ストアのMCを卒業し、2019年4月からは特報ライブのフィールドキャスター。
- FNN Live News days：ローテーション制（不定期）
- FNN Live News days、Live News イット!（いずれも土曜・日曜担当）
- TNCニュース
- 生放送てんじんNOW! - ナレーター

## 番組宣伝等
- おっ!?テレ西
- 在福6社局共同地デジCM：「地デジバンド」キーボード担当（2010年2月9日収録）